# Dottendorf

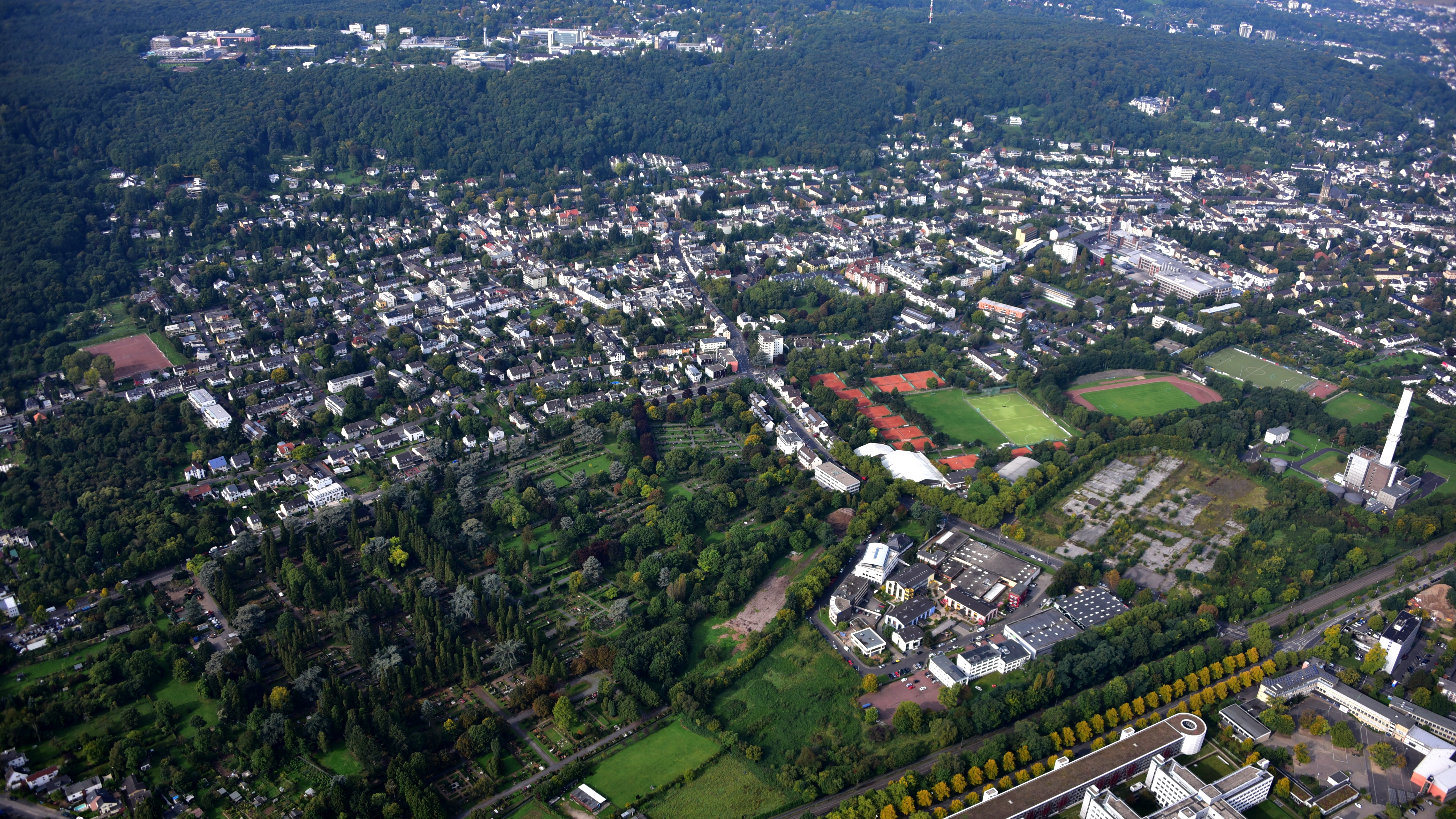
Dottendorf, Luftaufnahme (2017)

Dottendorf ist ein linksrheinischer Ortsteil der Bundesstadt Bonn. Er gehört zum Stadtbezirk Bonn und zählt – nach den sich nördlich anschließenden Ortsteilen – zu den beliebtesten Wohnlagen in der Stadt. Bedingt durch die Wahl Bonns zum Regierungssitz und der Nähe zum Areal des seinerzeitigen Regierungsviertels entwickelte sich der Ortsteil relativ rasant. Die Felder im Süden und Osten wurden vollständig mit Wohnhäusern bebaut.

## Lage
Dottendorf liegt am Fuße des Venusbergs, an dessen Hängen früher Wein angebaut wurde, und grenzt an die zum Stadtbezirk Bonn gehörenden Ortsteile Venusberg, Kessenich und Gronau, sowie an das zum Stadtbezirk Bad Godesberg gehörende Friesdorf. Die nach 1945 errichteten Neubaugebiete befinden sich zum Teil auf einem versandeten Rheinarm, der Gumme.

## Geschichte

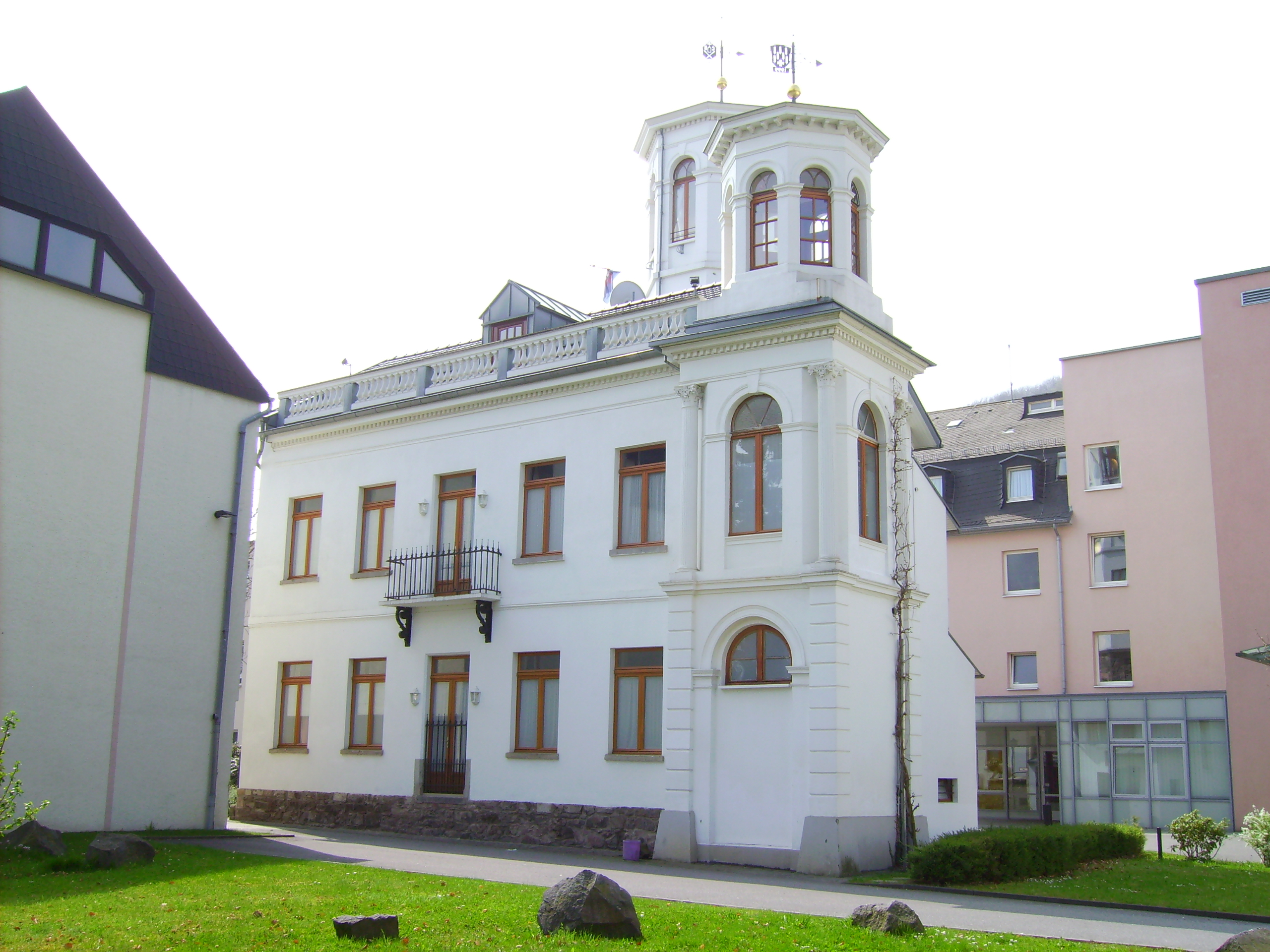
Burg Dottendorf

- 804: Erste Erwähnung Dottendorfs. Der Name bedeutet möglicherweise „Dorf des Dotto“.
- 1491: Erste Erwähnung der Burg Dottendorf
- 1804: Aufhebung der Pfarrei Sankt Quirin in Dottendorf. Dottendorf wird Filialkirche von Kessenich.
- 1850: Carl Baunscheidt wird neuer Eigentümer der Dottendorfer Burg und beginnt mit deren Umbau
- 1870: Wiederherstellung der Pfarrei Sankt Quirin in Dottendorf.
- 1895: Abbruch des romanischen Vorgängerbaus der heutigen Quirinuskirche; die ältesten bekannten Inschriften vor Ort (11. bis 12. Jahrhundert) stammen aus diesem Abbruch und befinden sich heute im Rheinischen Landesmuseum in Bonn.[2]
- 1899: Der Fabrikant Friedrich Paul Mönkemöller beginnt mit dem Bau seiner Bonner Maschinenfabrik und Eisengiesserei und errichtet die Villa Mönkemöller und zwei repräsentative Doppelhäuser in der Marienstraße, der heutigen Mönkemöllerstraße
- 1904: Eingemeindung nach Bonn
- 1915: Am 14. August wurde Dottendorf mit der Straßenbahn angebunden.

Der kurkölnische weltliche Gerichts- und Dingstuhl Dottendorf umfasste die Orte Kessenich, Dottendorf, und Friesdorf. Der Dingstuhl war ein Untergericht im Amte Bonn unter der kurkölnischen Hofkammer als höchster Instanz. Er erkannte in kleineren Vergehen und im Privatrecht. Auch vertrat er die Stelle des öffentlichen Notars bei Errichtung von Testamenten und Schließung von Verträgen. In alter Zeit wurde das Gericht im Freien ad valvas ecclesiae (Latein, ‚vor den Toren der Kirche‘) gehalten. Die Kontraktenprotokolle vom Dingstuhl Dottendorf sind von 1600 bis 1798, dem Beginn der französischen Besatzungszeit, erhalten und befinden sich im Stadtarchiv Bonn.
1975 wurde ein städtebaulicher Wettbewerb für ein neues Ortszentrum von Dottendorf durchgeführt, das von 1979 bis 1983 realisiert wurde. Es liegt ungefähr 300 m vom historischen Ortskern entfernt und besteht neben einer Parkanlage und einem Fußgängerbereich aus Eigentums-, Senioren- und Behindertenwohnungen. Die Gemarkung Dottendorf in den Grenzen der 1904 aufgelösten Gemeinde besteht bis heute.
Einwohnerentwicklung
| Jahr | Einwohner |
| ---- | --------- |
| 1816 | 296       |
| 1828 | 336       |
| 1843 | 492       |
| 1885 | 1403      |

## Bildung
In Dottendorf existieren eine Montessori-Grundschule sowie ein Abendgymnasium und Kolleg. Diese Schule heißt offiziell „Weiterbildungskolleg der Bundesstadt Bonn“. Das Gebäude wurde 1958 erbaut: als Elly-Heuss-Knapp-Gymnasium diente es zunächst als Mädchengymnasium, später als gemischtes Gymnasium mit Montessori-Zweig; Anfang der 1990er-Jahre erfolgte eine Fusion mit dem Friedrich-Ebert-Gymnasium.

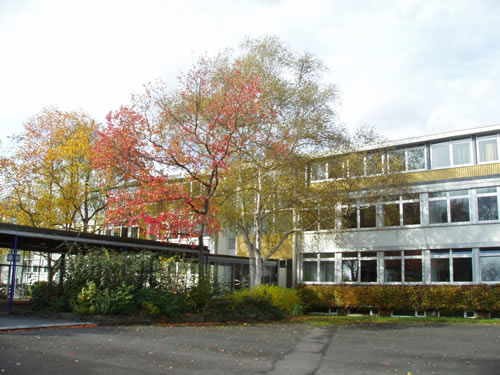
Schulgebäude des Weiterbildungskollegs Bonn

## Verkehr
Die Linke Rheinstrecke bildet die östliche Grenze des Ortsteils, hat hier jedoch keinen Haltepunkt. Auch die B9 verläuft jenseits der Ortsteilgrenze, daher ist Dottendorf nicht vom regionalen oder überregionalen Durchgangsverkehr betroffen.

### Nahverkehr

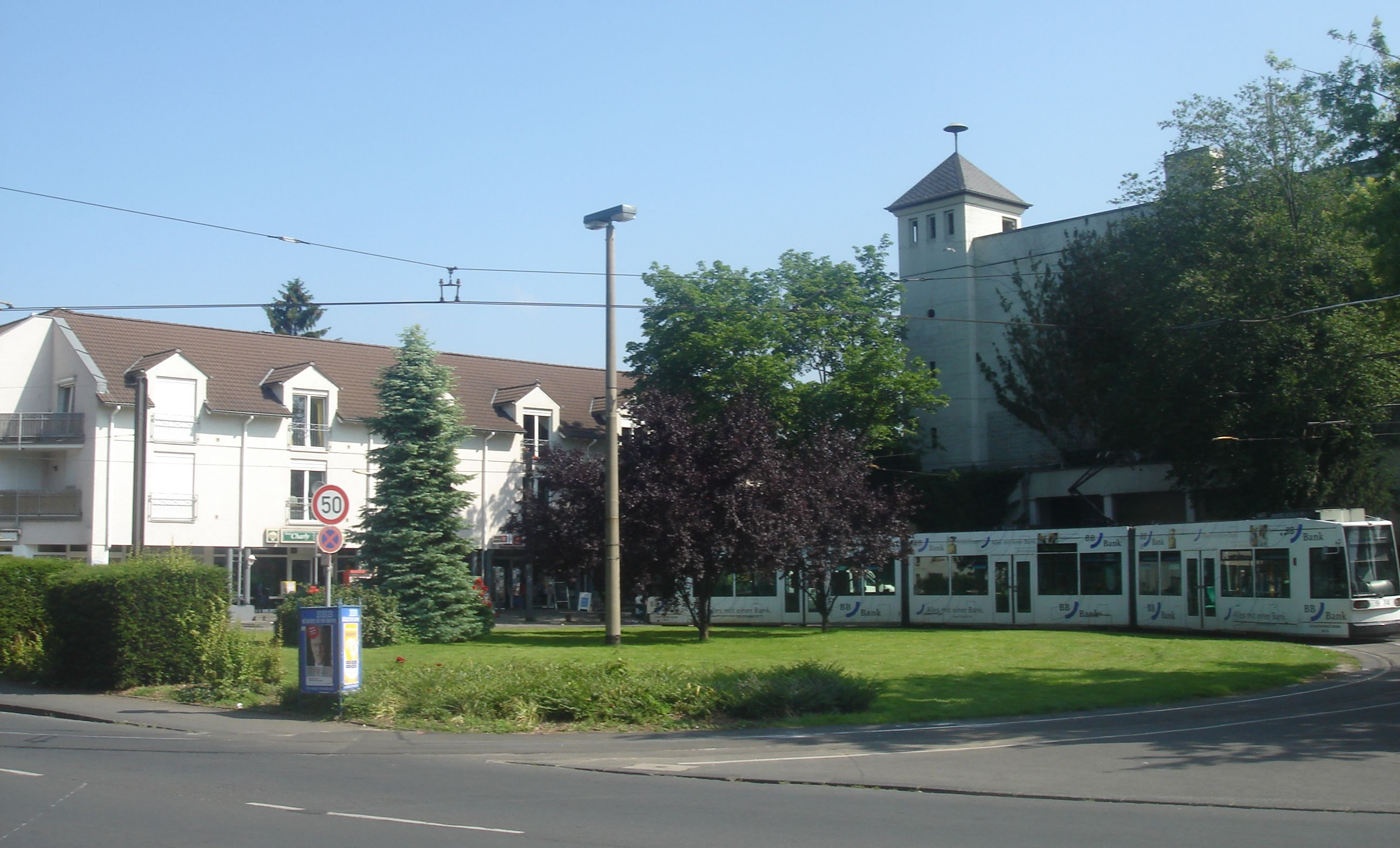
Quirinusplatz (mit einem Hochbunker aus dem Zweiten Weltkrieg)

Dottendorf ist seit 1915 mit der Straßenbahn (Linien 61 und 62) an die Bonner Innenstadt angebunden.
| Linie | Verlauf / Anmerkungen                                                                           | Takt (Mo–Fr) |
| ----- | ----------------------------------------------------------------------------------------------- | ------------ |
| 61    | Auerberg – Stadthaus – Bonn Hbf – Dottendorf                                                    | 10 min       |
| 62    | Dottendorf – Bonn Hbf – Stadthaus – Bonn-Beuel Bf. – Limperich – U Ramersdorf – Bonn-Oberkassel | 10 min       |

In einer Machbarkeitsstudie soll die Möglichkeit einer Seilbahn als Nahverkehrsverbindung vom Loki-Schmidt-Platz zu den Unikliniken auf dem Venusberg untersucht werden.

### Straßenverkehr
Die entlang der Grenze zu Friesdorf geplante Südtangente im Zuge der Verlängerung der A562 ist aus dem Bundesverkehrswegeplan gestrichen worden und wird somit nicht realisiert. Die durch die Eisenbahnstrecke verursachten erheblichen Behinderungen stellen somit nach wie vor ein großes Problem dar.

## Straßennamen und deren Bedeutung

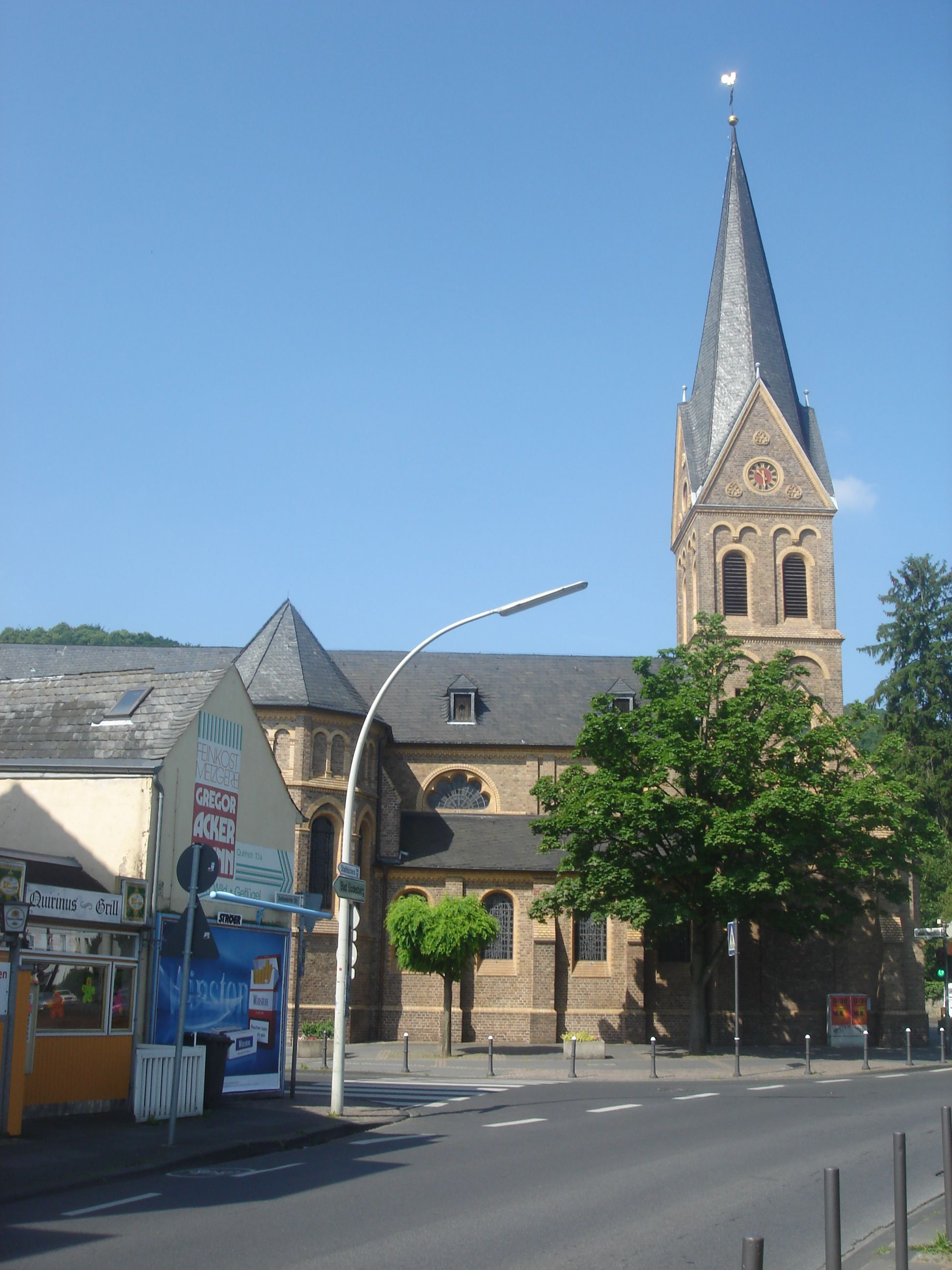
Kirche St. Quirinus

| Straße                  | Bedeutung |
| ----------------------- | --- |
| Winzerstraße            | Hinweis auf den Weinbau |
| Quirinstraße            | Quirinus ist der Patron der kath. Dottendorfer Kirche, früher Dorfstraße                                                                                                |
| Hausdorffstraße         | benannt nach dem jüd. Professor Felix Hausdorff, früher Hindenburgstraße                                                                                                |
| Christian-Miesen-Straße | benannt nach dem Sonderfahrzeugausrüster (hauptsächlich Krankenwagen) Christian Miesen                                                                                  |
| F.-A.-Schmidt-Weg       | benannt nach dem Bonner Sportwissenschaftler und Mitbegründer der Bundesjugendspiele Ferdinand August Schmidt                                                           |
| Mönkemöllerstraße       | benannt nach dem Industriellen Mönkemöller, der eine Fabrik auf dem heutigen Areal von Damaschkestraße und Schüllerweg besaß.                                           |
| Damaschkestraße         | benannt nach Adolf Wilhelm Ferdinand Damaschke (* 24. November 1865 in Berlin; † 30. Juli 1935 ebenda), Pädagoge und ein Führer der Bodenreformbewegung in Deutschland. |
| Loki-Schmidt-Platz      | benannt nach der Ehefrau des Bundeskanzlers Helmut Schmidt, Loki Schmidt, früher Hindenburgplatz                                                                        |